# Tsjadisch voetbalelftal (mannen)
Het Tsjadisch voetbalelftal is een team van voetballers dat Tsjaad vertegenwoordigt bij internationale wedstrijden zoals de CEMAC Cup en de (kwalificatie)wedstrijden voor het WK en de Afrika Cup.
De Fédération Tchadienne de Football werd in 1962 opgericht en is aangesloten de CAF en de FIFA (sinds 1964). Het Tsjadisch voetbalelftal behaalde in maart 2012 met de 112e plaats de hoogste positie op de FIFA-wereldranglijst, in juli 2006 werd met de 190e plaats de laagste positie bereikt.

## Deelnames aan internationale toernooien

### Wereldkampioenschap
| Wereldkampioenschap voetbal overzicht | Wereldkampioenschap voetbal overzicht | Wereldkampioenschap voetbal overzicht | Wereldkampioenschap voetbal overzicht | Wereldkampioenschap voetbal overzicht | Wereldkampioenschap voetbal overzicht | Wereldkampioenschap voetbal overzicht | Wereldkampioenschap voetbal overzicht | Wereldkampioenschap voetbal overzicht |
| Jaar                                  | Ronde                                 | Wed.                                  | W                                     | G                                     | V                                     | DV                                    | DT                                    |                                       |
| ------------------------------------- | ------------------------------------- | ------------------------------------- | ------------------------------------- | ------------------------------------- | ------------------------------------- | ------------------------------------- | ------------------------------------- | ------------------------------------- |
| 2002                                  | Niet gekwalificeerd                   | Niet gekwalificeerd                   | Niet gekwalificeerd                   | Niet gekwalificeerd                   | Niet gekwalificeerd                   | Niet gekwalificeerd                   | Niet gekwalificeerd                   | Niet gekwalificeerd                   |
| 2006                                  | Niet gekwalificeerd                   | Niet gekwalificeerd                   | Niet gekwalificeerd                   | Niet gekwalificeerd                   | Niet gekwalificeerd                   | Niet gekwalificeerd                   | Niet gekwalificeerd                   | Niet gekwalificeerd                   |
| 2010                                  | Niet gekwalificeerd                   | Niet gekwalificeerd                   | Niet gekwalificeerd                   | Niet gekwalificeerd                   | Niet gekwalificeerd                   | Niet gekwalificeerd                   | Niet gekwalificeerd                   | Niet gekwalificeerd                   |
| 2014                                  | Niet gekwalificeerd                   | Niet gekwalificeerd                   | Niet gekwalificeerd                   | Niet gekwalificeerd                   | Niet gekwalificeerd                   | Niet gekwalificeerd                   | Niet gekwalificeerd                   | Niet gekwalificeerd                   |
| 2018                                  | Niet gekwalificeerd                   | Niet gekwalificeerd                   | Niet gekwalificeerd                   | Niet gekwalificeerd                   | Niet gekwalificeerd                   | Niet gekwalificeerd                   | Niet gekwalificeerd                   | Niet gekwalificeerd                   |
| 2022                                  | Niet gekwalificeerd                   | Niet gekwalificeerd                   | Niet gekwalificeerd                   | Niet gekwalificeerd                   | Niet gekwalificeerd                   | Niet gekwalificeerd                   | Niet gekwalificeerd                   | Niet gekwalificeerd                   |
| 2026                                  | Niet gekwalificeerd                   | Niet gekwalificeerd                   | Niet gekwalificeerd                   | Niet gekwalificeerd                   | Niet gekwalificeerd                   | Niet gekwalificeerd                   | Niet gekwalificeerd                   | Niet gekwalificeerd                   |

### Afrika Cup
| Afrika Cup overzicht | Afrika Cup overzicht                   | Afrika Cup overzicht                   | Afrika Cup overzicht                   | Afrika Cup overzicht                   | Afrika Cup overzicht                   | Afrika Cup overzicht                   | Afrika Cup overzicht                   | Afrika Cup overzicht                   |
| Jaar                 | Ronde                                  | Wed.                                   | W                                      | G                                      | V                                      | DV                                     | DT                                     | Kwal                                   |
| -------------------- | -------------------------------------- | -------------------------------------- | -------------------------------------- | -------------------------------------- | -------------------------------------- | -------------------------------------- | -------------------------------------- | -------------------------------------- |
| 1992                 | Niet gekwalificeerd                    | Niet gekwalificeerd                    | Niet gekwalificeerd                    | Niet gekwalificeerd                    | Niet gekwalificeerd                    | Niet gekwalificeerd                    | Niet gekwalificeerd                    | Niet gekwalificeerd                    |
| 1994                 | Teruggetrokken                         | Teruggetrokken                         | Teruggetrokken                         | Teruggetrokken                         | Teruggetrokken                         | Teruggetrokken                         | Teruggetrokken                         | Teruggetrokken                         |
| 1996                 | Geen deelname                          | Geen deelname                          | Geen deelname                          | Geen deelname                          | Geen deelname                          | Geen deelname                          | Geen deelname                          | Geen deelname                          |
| 1998                 | Geen deelname                          | Geen deelname                          | Geen deelname                          | Geen deelname                          | Geen deelname                          | Geen deelname                          | Geen deelname                          | Geen deelname                          |
| 2000                 | Niet gekwalificeerd                    | Niet gekwalificeerd                    | Niet gekwalificeerd                    | Niet gekwalificeerd                    | Niet gekwalificeerd                    | Niet gekwalificeerd                    | Niet gekwalificeerd                    | Niet gekwalificeerd                    |
| 2002                 | Niet gekwalificeerd                    | Niet gekwalificeerd                    | Niet gekwalificeerd                    | Niet gekwalificeerd                    | Niet gekwalificeerd                    | Niet gekwalificeerd                    | Niet gekwalificeerd                    | Niet gekwalificeerd                    |
| 2004                 | Niet gekwalificeerd                    | Niet gekwalificeerd                    | Niet gekwalificeerd                    | Niet gekwalificeerd                    | Niet gekwalificeerd                    | Niet gekwalificeerd                    | Niet gekwalificeerd                    | Niet gekwalificeerd                    |
| 2006                 | Niet gekwalificeerd                    | Niet gekwalificeerd                    | Niet gekwalificeerd                    | Niet gekwalificeerd                    | Niet gekwalificeerd                    | Niet gekwalificeerd                    | Niet gekwalificeerd                    | Niet gekwalificeerd                    |
| 2008                 | Niet gekwalificeerd                    | Niet gekwalificeerd                    | Niet gekwalificeerd                    | Niet gekwalificeerd                    | Niet gekwalificeerd                    | Niet gekwalificeerd                    | Niet gekwalificeerd                    | Niet gekwalificeerd                    |
| 2010                 | Niet gekwalificeerd                    | Niet gekwalificeerd                    | Niet gekwalificeerd                    | Niet gekwalificeerd                    | Niet gekwalificeerd                    | Niet gekwalificeerd                    | Niet gekwalificeerd                    | Niet gekwalificeerd                    |
| 2012                 | Niet gekwalificeerd                    | Niet gekwalificeerd                    | Niet gekwalificeerd                    | Niet gekwalificeerd                    | Niet gekwalificeerd                    | Niet gekwalificeerd                    | Niet gekwalificeerd                    | Niet gekwalificeerd                    |
| 2013                 | Niet gekwalificeerd                    | Niet gekwalificeerd                    | Niet gekwalificeerd                    | Niet gekwalificeerd                    | Niet gekwalificeerd                    | Niet gekwalificeerd                    | Niet gekwalificeerd                    | Niet gekwalificeerd                    |
| 2015                 | Niet gekwalificeerd                    | Niet gekwalificeerd                    | Niet gekwalificeerd                    | Niet gekwalificeerd                    | Niet gekwalificeerd                    | Niet gekwalificeerd                    | Niet gekwalificeerd                    | Niet gekwalificeerd                    |
| 2017                 | Teruggetrokken                         | Teruggetrokken                         | Teruggetrokken                         | Teruggetrokken                         | Teruggetrokken                         | Teruggetrokken                         | Teruggetrokken                         | Teruggetrokken                         |
| 2019                 | Uitgesloten van deelname               | Uitgesloten van deelname               | Uitgesloten van deelname               | Uitgesloten van deelname               | Uitgesloten van deelname               | Uitgesloten van deelname               | Uitgesloten van deelname               | Uitgesloten van deelname               |
| 2021                 | Gediskwalificeerd tijdens kwalificatie | Gediskwalificeerd tijdens kwalificatie | Gediskwalificeerd tijdens kwalificatie | Gediskwalificeerd tijdens kwalificatie | Gediskwalificeerd tijdens kwalificatie | Gediskwalificeerd tijdens kwalificatie | Gediskwalificeerd tijdens kwalificatie | Gediskwalificeerd tijdens kwalificatie |
| 2023                 | Niet gekwalificeerd                    | Niet gekwalificeerd                    | Niet gekwalificeerd                    | Niet gekwalificeerd                    | Niet gekwalificeerd                    | Niet gekwalificeerd                    | Niet gekwalificeerd                    | Niet gekwalificeerd                    |
| 2025                 | Niet gekwalificeerd                    | Niet gekwalificeerd                    | Niet gekwalificeerd                    | Niet gekwalificeerd                    | Niet gekwalificeerd                    | Niet gekwalificeerd                    | Niet gekwalificeerd                    | Niet gekwalificeerd                    |

### African Championship of Nations
| African Championship of Nations overzicht | African Championship of Nations overzicht | African Championship of Nations overzicht | African Championship of Nations overzicht | African Championship of Nations overzicht | African Championship of Nations overzicht | African Championship of Nations overzicht | African Championship of Nations overzicht | African Championship of Nations overzicht |
| Jaar                                      | Ronde                                     | Wed.                                      | W                                         | G                                         | V                                         | DV                                        | DT                                        | Kwal                                      |
| ----------------------------------------- | ----------------------------------------- | ----------------------------------------- | ----------------------------------------- | ----------------------------------------- | ----------------------------------------- | ----------------------------------------- | ----------------------------------------- | ----------------------------------------- |
| 2009                                      | Uitgesloten van deelname                  | Uitgesloten van deelname                  | Uitgesloten van deelname                  | Uitgesloten van deelname                  | Uitgesloten van deelname                  | Uitgesloten van deelname                  | Uitgesloten van deelname                  | Uitgesloten van deelname                  |
| 2011                                      | Geen deelname                             | Geen deelname                             | Geen deelname                             | Geen deelname                             | Geen deelname                             | Geen deelname                             | Geen deelname                             | Geen deelname                             |
| 2014                                      | Geen deelname                             | Geen deelname                             | Geen deelname                             | Geen deelname                             | Geen deelname                             | Geen deelname                             | Geen deelname                             | Geen deelname                             |
| 2016                                      | Niet gekwalificeerd                       | Niet gekwalificeerd                       | Niet gekwalificeerd                       | Niet gekwalificeerd                       | Niet gekwalificeerd                       | Niet gekwalificeerd                       | Niet gekwalificeerd                       | Niet gekwalificeerd                       |
| 2018                                      | Gediskwalificeerd                         | Gediskwalificeerd                         | Gediskwalificeerd                         | Gediskwalificeerd                         | Gediskwalificeerd                         | Gediskwalificeerd                         | Gediskwalificeerd                         | Gediskwalificeerd                         |
| 2020                                      | Niet gekwalificeerd                       | Niet gekwalificeerd                       | Niet gekwalificeerd                       | Niet gekwalificeerd                       | Niet gekwalificeerd                       | Niet gekwalificeerd                       | Niet gekwalificeerd                       | Niet gekwalificeerd                       |
| 2022                                      | Niet gekwalificeerd                       | Niet gekwalificeerd                       | Niet gekwalificeerd                       | Niet gekwalificeerd                       | Niet gekwalificeerd                       | Niet gekwalificeerd                       | Niet gekwalificeerd                       | Niet gekwalificeerd                       |

### CEMAC Cup / UDEAC Cup
| UDEAC Cup overzicht | UDEAC Cup overzicht | UDEAC Cup overzicht | UDEAC Cup overzicht | UDEAC Cup overzicht | UDEAC Cup overzicht | UDEAC Cup overzicht | UDEAC Cup overzicht | UDEAC Cup overzicht |
| Jaar                | Ronde               | Wed.                | W                   | G                   | V                   | DV                  | DT                  |                     |
| ------------------- | ------------------- | ------------------- | ------------------- | ------------------- | ------------------- | ------------------- | ------------------- | ------------------- |
| 1984                | Vijfde              | 3                   | 0                   | 2                   | 1                   | 4                   | 6                   |                     |
| 1985                | Vierde              | 4                   | 1                   | 0                   | 3                   | 4                   | 8                   |                     |
| 1986                | Tweede              | 4                   | 1                   | 1                   | 2                   | 2                   | 6                   |                     |
| 1987                | Tweede              | 4                   | 2                   | 1                   | 1                   | 7                   | 3                   |                     |
| 1988                | Groepsfase          | 2                   | 0                   | 0                   | 2                   | 2                   | 4                   |                     |
| 1989                | Groepsfase          | 2                   | 0                   | 1                   | 1                   | 1                   | 2                   |                     |
| 1990                | Derde               | 4                   | 2                   | 0                   | 2                   | 3                   | 5                   |                     |
| CEMAC Cup overzicht |                     |                     |                     |                     |                     |                     |                     |                     |
| Jaar                | Ronde               | Wed.                | W                   | G                   | V                   | DV                  | DT                  |                     |
| 2003                | Teruggetrokken      | Teruggetrokken      | Teruggetrokken      | Teruggetrokken      | Teruggetrokken      | Teruggetrokken      | Teruggetrokken      |                     |
| 2005                | Tweede              | 4                   | 1                   | 2                   | 1                   | 4                   | 4                   |                     |
| 2006                | Derde               | 4                   | 1                   | 1                   | 2                   | 3                   | 5                   |                     |
| 2007                | Derde               | 4                   | 3                   | 0                   | 1                   | 7                   | 5                   |                     |
| 2008                | Derde               | 4                   | 2                   | 1                   | 1                   | 6                   | 3                   |                     |
| 2009                | Derde               | 4                   | 2                   | 0                   | 2                   | 6                   | 6                   |                     |
| 2010                | Vierde              | 4                   | 1                   | 0                   | 3                   | 6                   | 6                   |                     |
| 2013                | Groepsfase          | 2                   | 0                   | 0                   | 2                   | 0                   | 2                   |                     |
| 2014                | Kampioen            | 4                   | 3                   | 1                   | 0                   | 7                   | 1                   |                     |

## FIFA-wereldranglijst[3]
| 1993 | 1994 | 1995 | 1996 | 1997 | 1998 | 1999 | 2000 | 2001 | 2002 | 2003 | 2004 | 2005 | 2006 | 2007 | 2008 | 2009 | 2010 | 2011 | 2012 | 2013 | 2014 | 2015 | 2016 | 2017 | 2018 |
| ---- | ---- | ---- | ---- | ---- | ---- | ---- | ---- | ---- | ---- | ---- | ---- | ---- | ---- | ---- | ---- | ---- | ---- | ---- | ---- | ---- | ---- | ---- | ---- | ---- | ---- |
| 166  | 175  | 180  | 188  | 184  | 178  | 166  | 163  | 176  | 173  | 152  | 168  | 159  | 142  | 141  | 119  | 145  | 141  | 143  | 140  | 164  | 146  | 114  | 152  | 168  | 175  |

FTF · Tsjadisch vrouwenelftal
Interlands
Tegenstander:
Algerije ·
Angola ·
Bahrein ·
Benin ·
Botswana ·
Centraal-Afrikaanse Republiek ·
Comoren ·
Congo-Brazzaville ·
Congo-Kinshasa ·
Egypte ·
Equatoriaal-Guinea ·
Ethiopië ·
Gabon ·
Gambia ·
Ghana ·
Guinee ·
Ivoorkust ·
Jemen ·
Jordanië ·
Kameroen ·
Liberia ·
Libië ·
Madagaskar ·
Malawi ·
Mali ·
Mauritius ·
Namibië ·
Niger ·
Nigeria ·
Oeganda ·
Sao Tomé en Principe ·
Sierra Leone ·
Soedan ·
Tanzania ·
Togo ·
Tunesië ·
Zambia ·
Zuid-Afrika